# Аккольська міська адміністрація
Акко́льська міська адміністрація (каз. Ақкөл қалалық әкімдігі, рос. Аккольская городская администрация) — адміністративна одиниця у складі Аккольського району Акмолинської області Казахстану. Адміністративний центр — місто Акколь.
Населення — 16417 осіб (2021; 14815 у 2009, 16493 у 1999, 19874 у 1989).
Станом на 1989 рік існувала Алексієвська міська рада (місто Алексієвка), село Єрназар перебувало у складі Урюпінської сільської ради.

## Склад
До складу округу входять такі населені пункти:
| Населений пункт                | Старі назви          | Населення, осіб (1989) | Населення, осіб (1999) | Населення, осіб (2009) | Населення, осіб (2021) |
| ------------------------------ | -------------------- | ---------------------- | ---------------------- | ---------------------- | ---------------------- |
| Акколь, місто                  | -                    | 19664                  | 15682                  | 14217                  | 16017                  |
| Єрназар, село                  | -                    | 210                    | 167                    | 99                     | 47                     |
| Акколь-орман-шаруашилиги, село | Алексієвський лісхоз | -                      | 484                    | 353                    | 265                    |
| Радовка, село                  | -                    | -                      | 160                    | 146                    | 88                     |